# Богут, Эндрю
Эндрю Майкл Богут (англ. Andrew Michael Bogut; родился 28 ноября 1984 года в Мельбурне, Виктория, Австралия) — австралийский профессиональный баскетболист, играющий на позиции центрового. Был выбран на драфте НБА 2005 года под первым номером. Отыграл за клубы НБА 13 сезонов (2005—2018). Выступал за национальную сборную Австралии.

## Профессиональная карьера
Богут — сын хорватских иммигрантов, осевших в Мельбурне. Учился в Австралийском институте спорта, в последнем сезоне в играх за местную баскетбольную команду в среднем набирал 29 очков и делал 14,5 подборов.

### Университет Юты (2003—2005)
В 2003 году переехал в США и продолжил спортивную карьеру в университете Юты, где в дебютном сезоне набирал в среднем 12,5 очков и делал 9,9 подборов, по итогам первого сезона был признан лучшим новичком в Горной Западной конференции. В своём втором сезоне за Университет Юты Богут значительно улучшил свои показатели, в среднем набирая 20,4 очков, делая 12,2 подборов, 2,3 передачи и 1,8 блок-шот. По окончании сезона он был признан лучшим баскетболистом Национальной ассоциацией студенческого спорта по версии Associated Press и ESPN, а также получил призы имени Джеймса Нейсмита, Джона Вудена и Оскара Робертсона.

### Милуоки Бакс (2005—2012)

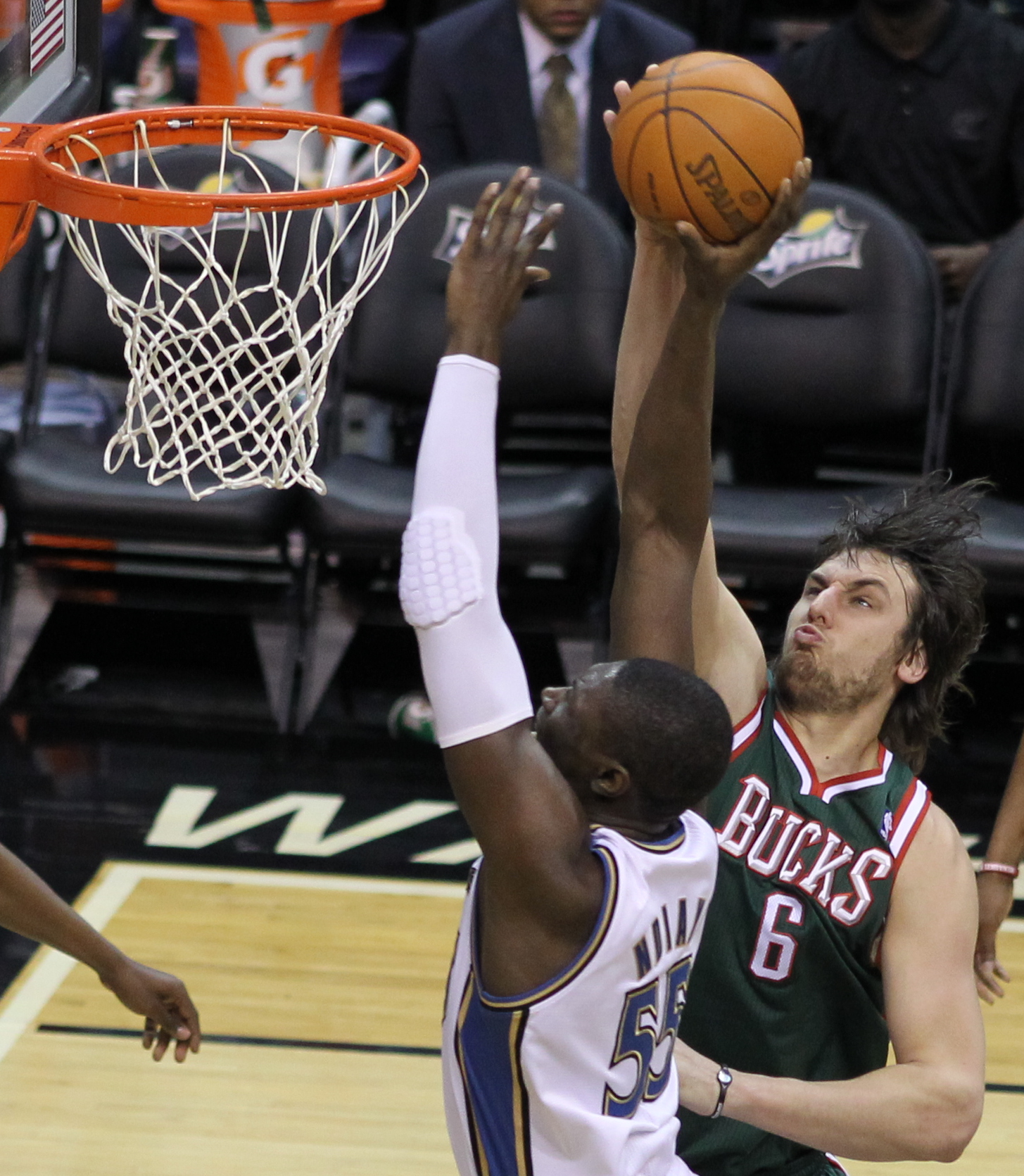
Богут блокирует бросок.

В 2005 году Богут был выбран на драфте НБА под первым номером командой «Милуоки Бакс». В дебютном сезоне 2006/07 за «Бакс» он стал основным центровым команды, в среднем набирал 9,4 очков, делал 7 подборов, был включён в первую сборную новичков и занял третье место в опросе на звание новичка года. В следующем сезоне 2007/08 Богут потянул мышцу на левой ноге, из-за чего пропустил последние 15 игр чемпионата и не смог помочь команде выйти в плей-офф, хотя в целом улучшил свою статистику. В третьем сезоне 2008/09 австралиец провёл 78 игр, в которых в среднем набирал 14,3 очков и делал 9,8 подборов. Часть своего четвёртого 2009/10 сезона в НБА Богут пропустил из-за травмы спины, сезон стал лучшим в его карьере, сыграв лишь в 69 встречах, он набирал 15,9 очка и делал 10,2 подбора в среднем за матч.
25 января Эндрю в очередной раз повредил лодыжку и выбыл до конца 2011/12 сезона, сыграв лишь в 12 матчах команды. 14 марта 2012 года Богут вместе с Стивеном Джексоном был обменян из «Милуоки Бакс» в «Голден Стэйт Уорриорз» на Монту Эллиса, Экпе Удоха и Кваме Брауна.

### Голден Стэйт Уорриорз (2012—2016)
Богут в апреле 2012 года перенёс артроскопическую операцию по восстановлению связки правого голеностопа. Он провел предсезонную подготовку вместе с командой, но сыграл лишь в 4 из 5 стартовых матчах 2012/13 сезона, набирая 6,0 очков и делая 3,8 подбора в среднем за игру. После чего было объявлено, что он выбыл на неопределенный срок, «Голден Стэйт» предоставили Эндрю Богуту дополнительное время для восстановления. Богут вернулся на площадку 28 января 2013 года, набрав 12 очков, 8 подборов, 2 передачи и 4 блок-шота в победном матче против «Торонто Рэпторс». В 32 матчах показатели Богута составили 5,8 очка, 7,7 подбора, 2,1 передачи и 1,7 блок-шота в среднем за встречу. «Уорриорз» вышли в плей-офф, 2 мая 2013 года в 6 матче первого раунда Богут набрал рекордные для себя 14 очков и сделал 21 подбор. В первом раунде «Уорриорз» в 6 матчах победили «Денвер Наггетс», а в полуфинале конференции уступили в шести матчах «Сан-Антонио Спёрс» (2-4).
25 октября 2013 году Богут подписал дополнительное соглашение с «Уорриорз» на 3 года. Несмотря на очередной сезон травм 2013/14, Богут финишировал 10-м в голосовании на звание Лучший игрок оборонительного плана и стал первым игроком в истории «Голден Стэйт» делая 10 подборов за игру при 60 % реализации бросков. Сезон для «Уорриорз» закончился проигрышем в первом раунде «Лос-Анджелес Клипперс» в шести матчах (2-4). Летом 2014 года Марка Джексона на посту главного тренера «Уорриорз» сменил Стив Керр.
Сезон 2014/15 Богут начал с 19 матчей в стартовой пятёрке за «Уорриорз», 8 декабря 2014 года повредил правое колено в матче с «Миннисотой» и пропустил 12 игр. 7 января 2015 года Богут вышел со скамейки в победном матче против «Индианы» (117—102), набрав 4 очка и сделав 8 подбора. В регулярном сезоне 2014/15 «Голден Стэйт Уорриорз» под руководством Стива Керра одержали 67 побед, установив рекорд НБА по количестве побед в регулярном сезоне для главного тренера, который дебютировал в лиге. Это стало лучшим результатом как в Западной конференции, так и в лиге в целом. Стефен Карри был признан самым ценным игроком регулярного сезона, Богут вошёл во вторую сборную всех звёзд защиты. В плей-офф «Голден Стэйт» в первом раунде в «сухую» обыграли «Нью-Орлеан Пеликанс». Во втором раунде, проигрывая в серии 2-1, «Уорриорз» сумели одержать 3 победы подряд над «Мемфис Гриззлис». В финале конференции баскетболисты «Голден Стэйт» победили «Хьюстон Рокетс» со счётом 4-1 и вышли в финал НБА. В финале НБА «Голден Стэйт» победили «Кливленд Кавальерс» со счётом 4—2 и стали чемпионами НБА. По ходу серии, после того как счет стал 2-1 в пользу «Кавальерс», главный тренер «Уорриорз» Стив Керр перевёл Андре Игудалу в стартовый состав вместо Богута и стал играть «лёгкой» пятёркой с первых минут, что коренным образом сказалось на результате. Эндрю Богут после четвёртой игры серии признался, что ради команды готов начинать матчи на скамейке запасных: «Знаете, мы не в той ситуации, чтобы сидеть и обижаться. Мы профессионалы. Я нисколько не горюю о потере места в стартовой пятёрке. Главное — выиграть чемпионство». «Голден Стэйт» одержали 3 победы подряд и завоевали титул чемпионов в четвёртый раз в своей истории.
Разочарованный тем, как он закончил сезон 2014/15, Богут исключил все обработанные сахара из своего рациона в межсезонье 2015 года и впоследствии пришел в тренировочный лагерь в октябре 2015 года с улучшенным атлетизмом, сбросив 10 килограммов. 9 февраля 2016 года Богут провел лучшую игру сезона, набрав 13 очков, сделав 11 подборов, три перехвата и шесть блокированных бросков в победе над «Хьюстон Рокетс» со счетом 123:110. «Уорриорз» побили рекорд НБА по количеству побед за сезон - 73, превзойдя 72 победы, одержанные «Чикаго Буллз» в сезоне 1995/96. В 5-й игре финала конференции с «Оклахома-Сити Тандер» Богут набрал максимальные в карьере 15 очков и 14 подборов, что помогло «Уорриорз» довести серию до 6-й игры, сократив преимущество «Тандер» в серии до 3-2. «Уорриорз» выиграли серию в семи матчах и вышли в финал НБА второй год подряд. В финале «Уорриорз» снова встретятся с «Кливленд Кавальерс». 15 июня 2016 года Богут выбыл из строя на срок от шести до восьми недель из-за травмы левого колена. Травма произошла во время пятой игры Финала НБА. «Уорриорз» проиграли серию в семи матчах.

### Даллас Маверикс (2016—2017)
7 июля 2016 года Богут был обменян в «Даллас Маверикс» на будущий условный выбор второго раунда драфта. Эта сделка была совершена «Уорриорз», чтобы освободить место в зарплатной ведомости для подписания Кевина Дюранта. Богут дебютировал за «Маверикс» в матче-открытии сезона 26 октября 2016 года, набрав шесть очков, шесть подборов, три передачи и один блок. 3 декабря он сделал 11 подборов и набрал максимальные в сезоне восемь очков в победе над «Чикаго Буллз» 107-82. В декабре он пропустил 11 игр из-за травмы правого колена, и еще шесть игр в январе из-за растяжения правого подколенного сухожилия.
23 февраля 2017 года Богут был обменян вместе с Джастином Андерсоном и защищенным пиком первого раунда драфта в «Филадельфию Севенти Сиксерс» на Нерленса Ноэля. Через четыре дня он был отчислен «Сиксерс».

### Кливленд Кавальерс (2017)
2 марта 2017 года Богут подписал контракт с «Кливленд Кавальерс». Через четыре дня Богут сломал левую ногу на 56 секунде своего дебюта в «Кливленде». Первые рентгеновские снимки выявили перелом голени, после чего он был доставлен в Кливлендскую клинику для дальнейшего обследования. Там ему вправили голень и назначили безоперационное лечение и план восстановления. Впоследствии он выбыл из строя до конца регулярного сезона и плей-офф. В результате 13 марта 2017 года он был отчислен «Кавальерс».

### Лос-Анджелес Лейкерс (2017—2018)
19 сентября 2017 года Богут подписал контракт с «Лос-Анджелес Лейкерс». Он дебютировал за «Лейкерс» в матче-открытии сезона 19 октября 2017 года, совершив три фола и три потери в поражении от «Лос-Анджелес Клипперс». 6 января 2018 года Богут был отчислен «Лейкерс». Он не вернулся в НБА в том сезоне, чтобы остаться в Австралии со своей беременной женой.

### Сидней Кингз (2018—2019)
24 апреля 2018 года Богут подписал двухлетний контракт с «Сидней Кингз» из Австралийской национальной баскетбольной лиги. По итогам регулярного сезона 2018/19 Богут был назван самым ценным игроком НБЛ, набирая в среднем 11,6 очка за игру, а также 329 подборов, 98 передач и 77 блокированных бросков. Он также был признан лучшим игроком защиты и вошел в первую сборную всех звезд НБЛ. Он помог «Кингз» выйти в плей-офф с результатом 18-10 и занять третье место, где «Кингз» уступили в полуфинале «Мельбурн Юнайтед». В 30 матчах он набирал в среднем 11,4 очка, делал 11,6 подбора, 3,4 передачи и 2,7 блока за 29,7 минуты в среднем за игру.

### Голден Стэйт Уорриорз (2019)
6 марта 2019 года, после завершения сезона НБЛ 2018/19, Богут подписал контракт с «Голден Стэйт Уорриорз» до конца сезона НБА 2018/19. Его сделка с «Уорриорз» была разрешена «Кингз» при условии, что он отыграет в клубе второй год своего двухлетнего контракта. «Уорриорз» дошли до финала НБА 2019 года, где в шести матчах уступили «Торонто Рэпторс».

### Сидней Кингз (2019—2020)
В сезоне 2019/20 НБЛ Богут вновь присоединился к команде «Сидней Кингз» и помог ей выиграть второстепенную премьер-лигу, заняв первое место и показав результат 20-8. Он был включен во вторую сборную всех звезд НБЛ. 25 мая 2020 года Богут объявил, что не будет переподписывать контракт с «Кингз».
В 2020 году Богут перенес две операции: одну - по удалению костной шпоры в лодыжке и вторую - по лечению радикулита в пояснице.
1 декабря 2020 года Богут объявил о завершении карьеры, назвав основной причиной многочисленные травмы.

## Сборная Австралии
В 2003 году помог юниорской сборной Австралии выиграть чемпионат мира в своей возрастной категории и был признан самым ценным игроком сезона.
На Олимпийских играх 2004 года в Афинах выступал за сборную Австралии, играя на позиции тяжёлого форварда. На Играх Богут в среднем набирал 14,8 очков и делал 8,8 подборов. Выступал на чемпионате мира 2006 года в Японии, был лучшим игроком по очкам и подборам в сборной Австралии, занявшей 13-е место. Летом 2008 года Богут вновь принимал участие в Олимпийских играх, на этот раз команда вышла из группы и уступила в четвертьфинале будущим чемпионам, американцам. В 2012 году он не смог сыграть за сборную на Олимпийских играх в Лондоне, так как до этого сломал левую лодыжку в январе во время сезона НБА 2011/12.
14 июля 2015 года Богут был включен в состав австралийской сборной для участия в европейском турне и чемпионате Океании ФИБА 2015 года. В следующем году он был членом сборной, занявшей четвертое место на Олимпийских играх 2016 года в Рио-де-Жанейро. Это стало лучшим результатом Австралии на Олимпийских играх за всю ее историю: команды также занимали четвертое место в 1988, 1996 и 2000 годах. В 2019 году сборная снова заняла четвертое место, на этот раз на чемпионате мира по баскетболу ФИБА в Китае.
В январе 2025 года Богут был включен в Зал славы ФИБА.

## Тренерская карьера
12 марта 2025 года Богут был назначен помощником тренера команды «Сидней Кингз» на сезон НБЛ 2025/26.

## Статистика

### Статистика в НБА
| Сезон                                                                                    | Команда      | Регулярный сезон | Регулярный сезон | Регулярный сезон | Регулярный сезон | Регулярный сезон | Регулярный сезон | Регулярный сезон | Регулярный сезон | Регулярный сезон | Регулярный сезон | Регулярный сезон | Серия плей-офф | Серия плей-офф | Серия плей-офф | Серия плей-офф | Серия плей-офф | Серия плей-офф | Серия плей-офф | Серия плей-офф | Серия плей-офф | Серия плей-офф | Серия плей-офф |
| Сезон                                                                                    | Команда      | GP               | GS               | MPG              | FG%              | 3P%              | FT%              | RPG              | APG              | SPG              | BPG              | PPG              | GP             | GS             | MPG            | FG%            | 3P%            | FT%            | RPG            | APG            | SPG            | BPG            | PPG            |
| ---------------------------------------------------------------------------------------- | ------------ | ---------------- | ---------------- | ---------------- | ---------------- | ---------------- | ---------------- | ---------------- | ---------------- | ---------------- | ---------------- | ---------------- | -------------- | -------------- | -------------- | -------------- | -------------- | -------------- | -------------- | -------------- | -------------- | -------------- | -------------- |
| 2005/06                                                                                  | Милуоки      | 82               | 77               | 28,6             | 53,3             | 0,0              | 62,9             | 7,0              | 2,3              | 0,6              | 0,8              | 9,4              | 5              | 5              | 34,4           | 43,5           | -              | 37,5           | 6,2            | 3,4            | 0,6            | 0,0            | 8,6            |
| 2006/07                                                                                  | Милуоки      | 66               | 66               | 34,2             | 55,3             | 20,0             | 57,7             | 8,8              | 3,0              | 0,7              | 0,5              | 12,3             | Не участвовал  | Не участвовал  | Не участвовал  | Не участвовал  | Не участвовал  | Не участвовал  | Не участвовал  | Не участвовал  | Не участвовал  | Не участвовал  | Не участвовал  |
| 2007/08                                                                                  | Милуоки      | 78               | 78               | 34,9             | 51,1             | 0,0              | 58,7             | 9,8              | 2,6              | 0,8              | 1,7              | 14,3             | Не участвовал  | Не участвовал  | Не участвовал  | Не участвовал  | Не участвовал  | Не участвовал  | Не участвовал  | Не участвовал  | Не участвовал  | Не участвовал  | Не участвовал  |
| 2008/09                                                                                  | Милуоки      | 36               | 33               | 31,2             | 57,7             | -                | 57,1             | 10,3             | 2,0              | 0,6              | 1,0              | 11,7             | Не участвовал  | Не участвовал  | Не участвовал  | Не участвовал  | Не участвовал  | Не участвовал  | Не участвовал  | Не участвовал  | Не участвовал  | Не участвовал  | Не участвовал  |
| 2009/10                                                                                  | Милуоки      | 69               | 69               | 32,3             | 52,0             | 0,0              | 62,9             | 10,2             | 1,8              | 0,6              | 2,5              | 15,9             | Не участвовал  | Не участвовал  | Не участвовал  | Не участвовал  | Не участвовал  | Не участвовал  | Не участвовал  | Не участвовал  | Не участвовал  | Не участвовал  | Не участвовал  |
| 2010/11                                                                                  | Милуоки      | 65               | 65               | 35,3             | 49,5             | 0,0              | 44,2             | 11,1             | 2,0              | 0,7              | 2,6              | 12,8             | Не участвовал  | Не участвовал  | Не участвовал  | Не участвовал  | Не участвовал  | Не участвовал  | Не участвовал  | Не участвовал  | Не участвовал  | Не участвовал  | Не участвовал  |
| 2011/12                                                                                  | Милуоки      | 12               | 12               | 30,3             | 44,9             | 0,0              | 60,9             | 8,3              | 2,6              | 1,0              | 2,0              | 11,3             | Не участвовал  | Не участвовал  | Не участвовал  | Не участвовал  | Не участвовал  | Не участвовал  | Не участвовал  | Не участвовал  | Не участвовал  | Не участвовал  | Не участвовал  |
| 2012/13                                                                                  | Голден Стэйт | 32               | 32               | 24,6             | 45,1             | 100,0            | 50,0             | 7,7              | 2,1              | 0,6              | 1,7              | 5,8              | 12             | 12             | 27,2           | 58,2           | -              | 34,8           | 10,9           | 1,8            | 0,5            | 1,5            | 7,2            |
| 2013/14                                                                                  | Голден Стэйт | 67               | 67               | 26,4             | 62,7             | -                | 34,4             | 10,0             | 1,7              | 0,7              | 1,8              | 7,3              | Не участвовал  | Не участвовал  | Не участвовал  | Не участвовал  | Не участвовал  | Не участвовал  | Не участвовал  | Не участвовал  | Не участвовал  | Не участвовал  | Не участвовал  |
| 2014/15                                                                                  | Голден Стэйт | 67               | 65               | 23,6             | 56,3             | -                | 52,4             | 8,1              | 2,7              | 0,6              | 1,7              | 6,3              | 19             | 18             | 23,1           | 56,0           | 0,0            | 38,5           | 8,1            | 1,9            | 0,6            | 1,8            | 4,7            |
| 2015/16                                                                                  | Голден Стэйт | 70               | 66               | 20,7             | 62,7             | 100,0            | 48,0             | 7,0              | 2,3              | 0,5              | 1,6              | 5,4              | 22             | 22             | 16,6           | 62,3           | 0,0            | 35,7           | 5,7            | 1,4            | 0,6            | 1,6            | 4,6            |
| 2016/17                                                                                  | Даллас       | 26               | 21               | 22,4             | 46,9             | 0,0              | 27,3             | 8,4              | 1,9              | 0,5              | 1,0              | 3,0              | Не участвовал  | Не участвовал  | Не участвовал  | Не участвовал  | Не участвовал  | Не участвовал  | Не участвовал  | Не участвовал  | Не участвовал  | Не участвовал  | Не участвовал  |
| 2016/17                                                                                  | Кливленд     | 1                | 0                | 1,0              | -                | -                | -                | 0,0              | 0,0              | 0,0              | 0,0              | 0,0              | Не участвовал  | Не участвовал  | Не участвовал  | Не участвовал  | Не участвовал  | Не участвовал  | Не участвовал  | Не участвовал  | Не участвовал  | Не участвовал  | Не участвовал  |
| 2017/18                                                                                  | Лейкерс      | 24               | 5                | 9,0              | 68,0             | -                | 100,0            | 3,3              | 0,6              | 0,2              | 0,5              | 1,5              | Не участвовал  | Не участвовал  | Не участвовал  | Не участвовал  | Не участвовал  | Не участвовал  | Не участвовал  | Не участвовал  | Не участвовал  | Не участвовал  | Не участвовал  |
| 2018/19                                                                                  | Голден Стэйт | 11               | 5                | 12,2             | 50,0             | -                | 100,0            | 5,0              | 1,0              | 0,3              | 0,7              | 3,5              | 19             | 6              | 9,4            | 64,9           | -              | 80,0           | 3,9            | 1,1            | 0,3            | 0,3            | 2,7            |
|                                                                                          | Всего        | 706              | 661              | 28,1             | 53,5             | 12,0             | 55,7             | 8,7              | 2,2              | 0,6              | 1,5              | 9,6              | 77             | 63             | 19,2           | 57,3           | 0,0            | 39,7           | 6,7            | 1,6            | 0,5            | 1,2            | 4,8            |
| Наведите курсор мыши на аббревиатуры в заголовке таблицы, чтобы прочесть их расшифровку. |              |                  |                  |                  |                  |                  |                  |                  |                  |                  |                  |                  |                |                |                |                |                |                |                |                |                |                |                |

### Статистика в NCAA
| Сезон | Команда | Conf  | Class | GP | GS | MPG  | FG%  | 3P%  | FT%  | RPG  | APG | SPG | BPG | PPG  |
| --- | ------- | ----- | ----- | -- | -- | ---- | ---- | ---- | ---- | ---- | --- | --- | --- | ---- |
| 2003/04 | Юта     | MWC   | FR    | 33 | 33 | 30,4 | 57,7 | 36,4 | 64,0 | 9,9  | 2,2 | 0,4 | 1,3 | 12,5 |
| 2004/05 | Юта     | MWC   | SO    | 35 | 35 | 35,0 | 62,0 | 36,0 | 69,2 | 12,2 | 2,3 | 1,0 | 1,9 | 20,4 |
| Всего | Всего   | Всего | Всего | 68 | 68 | 32,7 | 60,3 | 36,1 | 67,4 | 11,1 | 2,3 | 0,7 | 1,6 | 16,6 |
| Наведите курсор мыши на аббревиатуры в заголовке таблицы, чтобы прочесть их расшифровку Статистика приведена с сайта sports-reference.com |         |       |       |    |    |      |      |      |      |      |     |     |     |      |

## Политические взгляды
В ноябре и декабре 2016 года в Твиттере Богут сделал серию твитов, в которых намекнул, что считает элементы мистификации «Пиццагейт» реальными. В то время мистификация быстро превратилась в тщательно разработанную теорию заговора, в которой якобы были замешаны торговля детьми, Хиллари Клинтон, политический стратег Джон Подеста и другие демократы, и которая якобы находилась в (фактически несуществующем) подвале одной из пиццерий Вашингтона.
В 2021 году Богут в своем аккаунте в Instagram несколько раз публиковал информацию о карантинах из-за коронавируса. Карантин, шестой в Виктории, побудил Богута выразить свое разочарование из-за закрытия благотворительной организации Foodbank Victoria из-за опасений, что это очаг коронавируса. Он также считал, что карантин уже непропорционально влияет на рабочий класс. Богут также утверждал в своем посте, что к нему обращались с просьбой продвигать меры общественного здравоохранения за деньги, но он отказался, далее заявив без существенных доказательств, что многие другие неназванные австралийские знаменитости якобы получают компенсацию за призывы к общественности придерживаться мер по контролю пандемии, несмотря на то, что многие знаменитости не подчиняются тем же правилам, что и рабочий класс. Затем Богут призвал других знаменитостей выступить в защиту жителей, заявив: «Тишина была оглушительной».
В январе 2022 года Богут заявил в своих социальных сетях, что правительство штата Виктория пытается «заставить его замолчать» после того, как получил письмо от избирательной комиссии штата Виктория по поводу размещенных им в социальных сетях постов в поддержку принятия законопроекта, направленного на сокращение пандемических полномочий правительства. Избирательная комиссия опровергла эти заявления, заявив, что основанием для письма послужило то, что Богут не получил разрешения на свои посты.
15 декабря 2024 года Богут разместил на одном из своих аккаунтов в социальных сетях фотографию, на которой он обнимает скандально известного певца Марко Перковича, чьи песни прославляют хорватский национализм и шовинизм, а также пропагандируют фашистскую диктатуру Усташа времен Второй мировой войны.